# سارة آن أوغيلفي
سارة آن أوغيلفي هي مجدفة كندية، ولدت في 10 أبريل 1959 في سياتل في الولايات المتحدة.

## وصلات خارجية
- سارة آن أوغيلفي على موقع الاتحاد الدولي للتجديف (الإنجليزية)
- سارة آن أوغيلفي على موقع أوليمبيديا (الإنجليزية)